# Oedothorax macrophthalmus
Oedothorax macrophthalmus là một loài nhện trong họ Linyphiidae.
Loài này thuộc chi Oedothorax. Oedothorax macrophthalmus được George Hazelwood Locket & Anthony Russell-Smith miêu tả năm 1980.